# Віппінген
Віппінген (нім. Wippingen) — громада в Німеччині, розташована в землі Нижня Саксонія. Входить до складу району Емсланд. Складова частина об'єднання громад Дерпен.
Площа — 16,54 км2. Населення становить 984 ос. (станом на 31 грудня 2021).